# Cvetkovci
Cvetkovci – wieś w Słowenii, w gminie Ormož. 1 stycznia 2018 liczyła 444 mieszkańców.